# Marianela Núñez
Marianela Núñez (Buenos Aires, 23 de março de 1982) é uma bailarina argentina. Atualmente, é a dançarina principal do Royal Ballet, tradicional companhia de ballet localizada em Londres.

## Biografia

### Primeiros anos
Marianela Núñez nasceu em Buenos Aires, capital da Argentina, sendo a caçula de três irmãos. Sua mãe a matriculou no ballet aos três anos de idade. No início, estudava em uma escola de garagem e aos cinco anos passou a estudar em uma escola especializada. Aos seis anos, passou a dançar e estudar no Teatro Colón, a principal casa de ópera da Argentina.

### Carreira

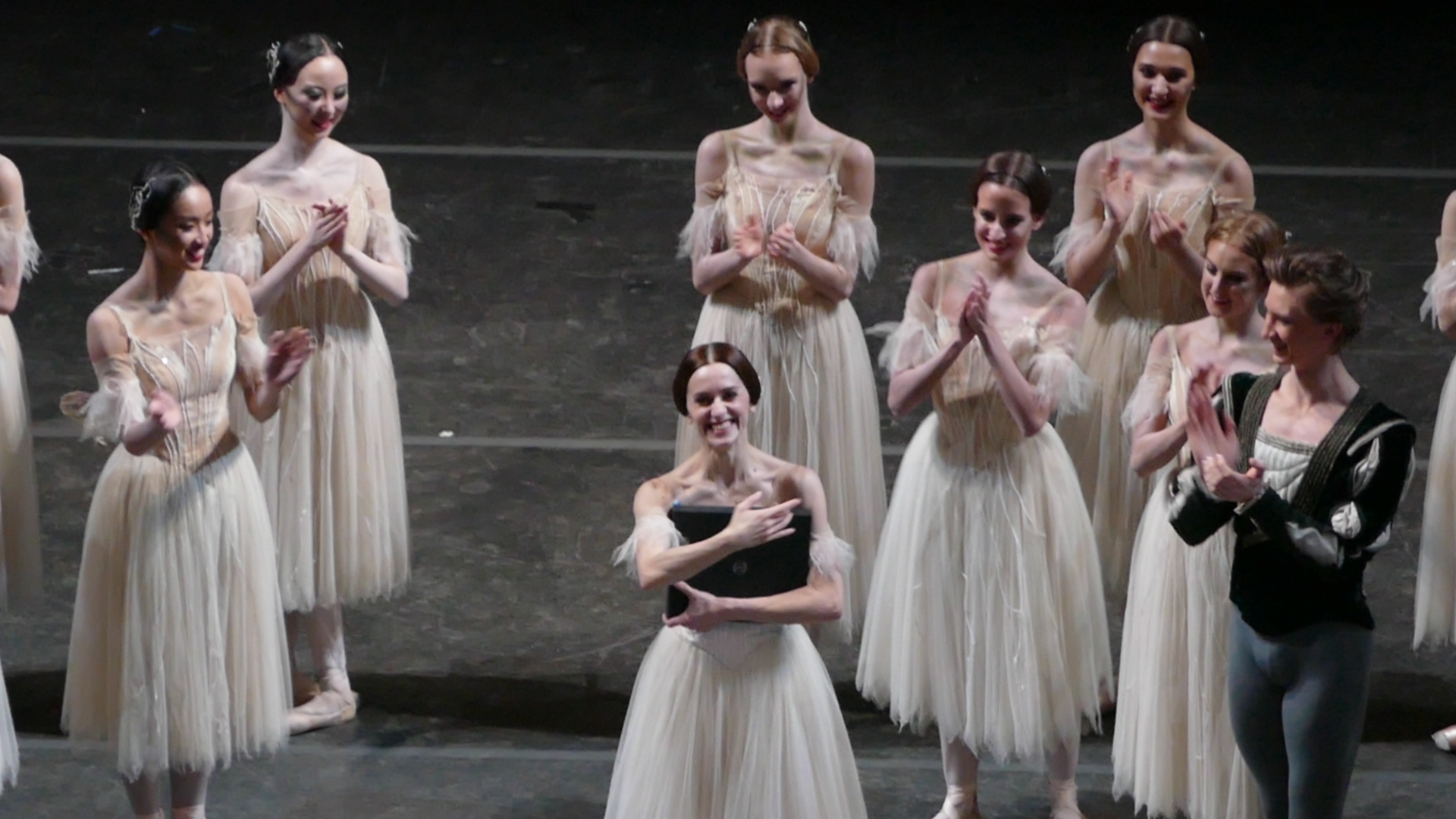
Marianela Núñez,em 2018, comemorando seus vinte anos de Royal Ballet School.

Aos catorze anos passou a integrar a Companhia de Ballet do Teatro Colón, sendo liderada pelo bailarino Maximiliano Guerra, que escolheu Núñez para participar dos ensaios e apresentações. Como integrante da companhia, participou de diversas apresentações, por Buenos Aires e outros cidades argentinas.
No ano de 1997, aos quinze anos de idade, fez uma audição, mesmo sem falar inglês, para a companhia de ballet britânica Royal Ballet, enquanto estava realizando uma turnê por Los Angeles, nos Estados Unidos. Lhe foi ofertado um contrato na escola de preparação para a Royal Ballet em que lhe foi garantida uma promoção a companhia no ano seguinte. Três anos depois, passou a integrar os quadros da Royal Ballet.
Em 2001, passou a interpretar Kitri, filha de Lorenzo, no espetáculo de ballet Dom Quixote, baseada na obra homônima de Miguel de Cervantes, após lesão de Leanne Benjamin. Contracenou com o bailarino cubano Carlos Acosta, que interpretou Basílio. Após o destaque no papel, no ano seguinte, foi promovida a dançarina principal da companhia. Como principal dançarina da companhia teve papéis principais em obras clássicas e contemporâneas de coreógrafos como Frederick Ashton, John Cranko, Kenneth MacMillan, Wayne McGregor e Christopher Wheeldon. Em 2013, foi agraciada com o Prêmio Laurence Olivier de Outstanding Achievement in Dance pela sua apresentação na peça Aeternum, Diana & Actaeon and Viscera.
Na comemoração de seus vinte anos anos de companhia, em 2018, interpretou a protagonista da peça Giselle, o que levou o diretor artístico  Kevin O'Hare declarar que Núñez é "uma das maiores de sua geração". Estiveram presentes na plateia Sarah Chatto, Peter Wright, Monica Mason e o embaixador argentino no Reino Unido, Renato Carlos Sersale di Cerisano.
Fora do Royal Ballet, Núñez fez muitas participações especiais em todo o mundo, incluindo na Áustria, Estados Unidos, Itália e Austrália.

## Recepção da crítica

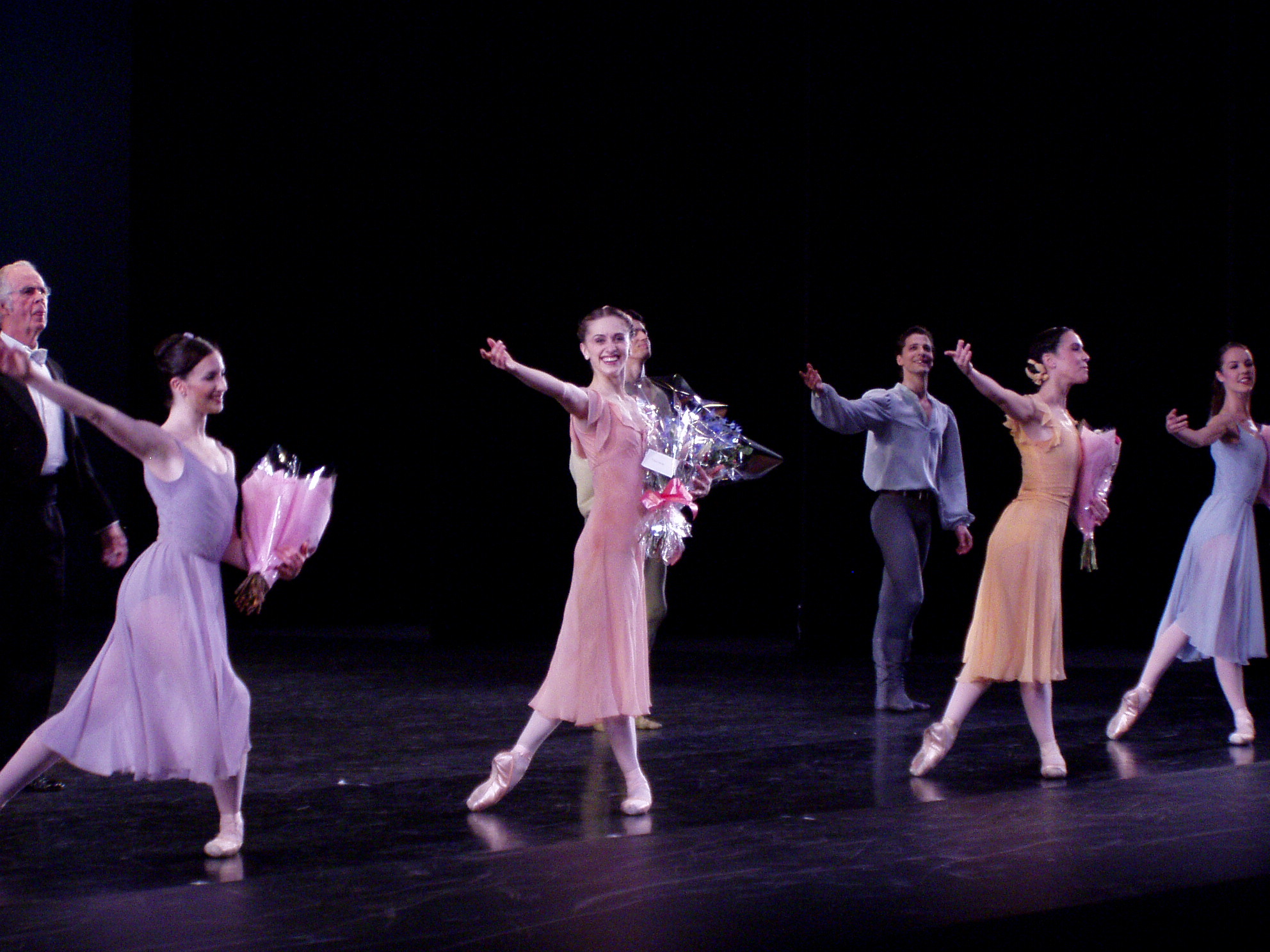
Da esquerda para a direita, as bailarinas, Lauren Cuthbertson, Marianela Núñez, Laura Morera e Samantha Raine no espetáculo Dances at a Gathering, em junho de 2008.

Sobre sua apresentação em Dom Quixote, Luke Jennings para o jornal britânico The Guardian, escreveu que Nuñez é "uma expoente brilhante da dança rubato, estendendo frases escolhidas até o ponto de ruptura e então voando pela música com abandono extático".
Revendo a participação especial de Núñez em Cinderela encenada pelo American Ballet Theatre, o jornal estaudnidense The New York Times observou que "o ataque sem esforço e o ímpeto entusiástico tornaram a sequência emocionante". O jornal ainda elogiou a interpretação de Núñez como Odette/Odile em O Lago dos Cisnes, afirmando que "tem uma linha pura, uma plasticidade derretida e uma qualidade suave de legato. Sua Odette era lírica e triste; sua Odile, de aço e sexy".
Para o periódico britânico The Independent, a atuação de Núñez como Nikiya em La Bayadère, nota-se que ela "tem um fraseado musical delicioso e uma linha flutuante".

## Vida pessoal

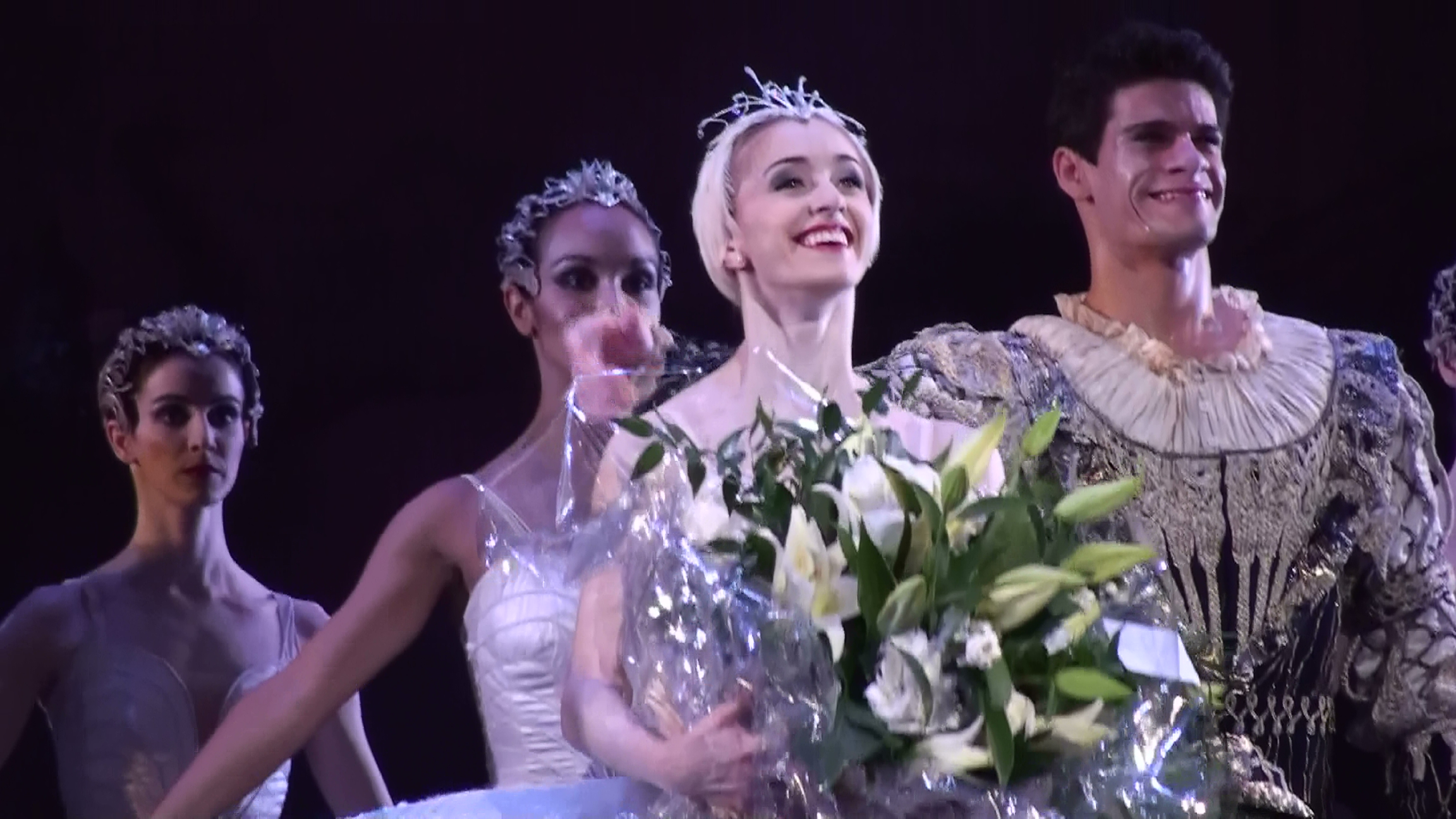
Marianela e Thiago Soares no ano de 2008, em apresentação de Cisne Negro.

Núñez casou em 2011 em Buenos Aires, com o bailarino Thiago Soares, brasileiro, nascido no Rio de Janeiro, com quem já namorava desde 2006. O casal separou-se em 2014 e anunciou o divórcio em janeiro de 2016, mas continuam amigos e continua dançando juntos.
Naturalizou-se britânica.

## Repertório
O repertório de Núñez com The Royal Ballet inclui:
- Kitri - Dom Quixote[29]
- Swanilda - Coppélia[30]
- Princesa Aurora e a Fada Lilás - A Bela Adormecida[31]
- Fada da Ameixa Açucarada - O Quebra-Nozes[32]
- Nikiya e Gamzatti- La Bayadère[33]
- Olga e Tatiana - Onegin[34]
- Sylvia - Sylvia[9]
- Lise - La fille mal gardée[35]
- Odette/Odile - O Lago dos Cisnes[36]
- Julieta - Romeu e Julieta[37]
- Giselle e Myrtha - Giselle[38]
- Cinderela - Cinderela[20]
- Mitzi Caspar  - Mayerling[39]
- Manon - L'histoire de Manon[40]
- Alice - Aventuras de Alice no País das Maravilhas[41]
- Ballo della Regina[42]
- Dances at a Gathering[43]
- Monótones I[44]

### Personagens criados:[3]
- Infra
- Asphodel Meadows
- "Diana e Actaeon" (Metamorfose: Ticiano 2012)
- estações humanas
- Tetractys
- Carmem (Carlos Acosta)
- Multiverso

## Prêmios
Entre seus prêmios, estão:
- Melhor dançarina pela Critics' Circle National Dance Awards, 2005, 2012, 2018 e 2022;[1]
- Prêmio Konex como Melhor Dançarina da Década na Argentina, 2009;[45]
- Prêmio María Ruanova, 2011;[46]
- Laurence Olivier Award na categoria Realização proeminente na dança, 2013.[47]